# Solanum cajanumense
Solanum cajanumense là một loài thực vật thuộc họ Solanaceae. Loài này có ở Colombia, Ecuador, và Peru.